# العلاقات الخارجية للمعارضة السورية
العلاقات الخارجية للمعارضة السورية هي العلاقات الخارجية للجمهورية العربية السورية المعارضة المعلنة ذاتيا، والتي ترى نفسها على أنها سوريا الحقيقية. لم يتم تحديد منطقة سيطرة المجموعات التابعة للمعارضة السورية بشكل جيد. تعترف الحكومة التركية بالمعارضة السورية باعتبارها الجمهورية العربية السورية الحقيقية وتستضيف العديد من مؤسساتها على أراضيها. تم حجز مقعد سوريا في جامعة الدول العربية للمعارضة السورية حتى 2014.

## العلاقات الدبلوماسية بين جماعات المعارضة
تأسس الائتلاف السوري المعارض في الدوحة في نوفمبر/تشرين الثاني 2012، وأعلن نفسه الممثل الشرعي للشعب السوري، داعياً الدول إلى الاعتراف به. وقد اعترفت به الدول الست الأعضاء (المملكة العربية السعودية والبحرين والإمارات العربية المتحدة وعمان وقطر والكويت) في مجلس التعاون الخليجي في غضون يوم واحد. "حثت جامعة الدول العربية المنظمات الإقليمية والدولية على الاعتراف بها المجلس الوطني السوري كممثل شرعي لتطلعات الشعب السوري"، ووصفتها بأنها "ممثل شرعي ومفاوض رئيسي مع جامعة الدول العربية"، لكنها لم تعترف بها كممثل وحيد للشعب السوري. كانت فرنسا أول دولة غربية تعترف بالمجلس الوطني السوري في 13 نوفمبر 2012، تلتها تركيا في 15 نوفمبر. في 19 نوفمبر، أعلن وزراء خارجية إيطاليا والاتحاد الأوروبي الاعتراف بالمجلس الوطني السوري كممثل شرعي (وليس الوحيد) للشعب السوري. وعلى مدى الأسابيع التالية، اعترفت بريطانيا به كممثل وحيد، واعترفت به ألمانيا والدنمرك والنرويج ودول البنلوكس والولايات المتحدة باعتباره "الممثل الشرعي". استخدمت مجموعة أصدقاء سوريا المكونة من 114 دولة صياغة مماثلة في ديسمبر 2012.

## العلاقات الخارجية للمعارضة السورية

### العلاقات مع الدول الأعضاء في الأمم المتحدة
الولايات المتحدة إلى جانب اعترف العديد من الحلفاء الأوروبيين بالائتلاف السوري كممثل شرعي للشعب السوري في أواخر عام 2012.
قطر - تعترف الحكومة القطرية بالمعارضة السورية كممثل حقيقي لسوريا وتستضيف العديد من مؤسساتها على أراضيها، بما في ذلك سفارة المجلس الوطني السوري. تم افتتاح سفارة المجلس الوطني السوري في قطر في 27 مارس 2013.
تركيا - تعترف الحكومة التركية بالمعارضة السورية باعتبارها الجمهورية العربية السورية الحقيقية وتستضيف العديد من مؤسساتها على أراضيها، بما في ذلك المجلس الوطني السوري والقيادة العليا للجيش السوري الحر.
فرنسا - كانت فرنسا أول دولة غربية تعترف رسميًا بالمجلس الوطني السوري في نوفمبر 2012.
الولايات المتحدة الأمريكية - في ديسمبر 2012، أعلن الرئيس الأمريكي باراك أوباما أن الولايات المتحدة ستعترف رسميًا بالائتلاف المعارض السوري، وليس حكومة دمشق، كممثل شرعي للشعب السوري. اعتبارًا من عام 2012، تم تعليق سفارة الولايات المتحدة بسبب الحرب الأهلية السورية. تم الاعتراف بمكاتب الائتلاف الوطني السوري في الولايات المتحدة كبعثات دبلوماسية في مايو 2014.

### العلاقات مع المنظمات الدولية
مجلس التعاون الخليجي - اعترف مجلس التعاون الخليجي بالائتلاف الوطني السوري كممثل شرعي للشعب السوري في نوفمبر 2012، وهو أول تأييد دولي رسمي يتلقاه. في 15 أبريل 2023، اجتمع وزراء خارجية دول مجلس التعاون الخليجي + 3 في جدة وناقشوا عودة سوريا إلى المنظمة الإقليمية وما يسمى بخطة السلام العربية.
جامعة الدول العربية - اعترفت ست دول عربية في الخليج بالائتلاف الوطني السوري كممثل شرعي وحيد لسوريا في 12 نوفمبر 2012، لكن العراق والجزائر ولبنان منعت جامعة الدول العربية من اتباع نفس النهج. في 6 مارس 2013، منحت جامعة الدول العربية الائتلاف الوطني السوري مقعد سوريا في جامعة الدول العربية. تولى معاذ الخطيب، رئيس الائتلاف الوطني لقوى الثورة والمعارضة السورية، رسميًا مقعده الشاغر في اجتماع قمة جامعة الدول العربية في ذلك الشهر. في 9 مارس 2014، قال الأمين العام للمجموعة العربية نبيل العربي إن مقعد سوريا في جامعة الدول العربية سيظل شاغرًا حتى تكمل المعارضة تشكيل مؤسساتها. في 7 مايو 2023، في اجتماع مجلس جامعة الدول العربية في القاهرة المكون من وزراء الخارجية، تم الاتفاق على إعادة عضوية الحكومة السورية في جامعة الدول العربية.
الاتحاد الأوروبي في نوفمبر 2012، اعترف الاتحاد الأوروبي بالائتلاف الوطني السوري باعتباره "الممثل الشرعي" للشعب السوري.

## أنظر أيضًا
- المواقف السياسية لأحمد الشرع